# Southampton Football Club 2012-2013
Questa voce raccoglie le informazioni riguardanti il Southampton Football Club nelle competizioni ufficiali della stagione 2012-2013.

## Rosa
| N. |                             | Ruolo | Calciatore          |
| -- | --------------------------- | ----- | ------------------- |
| 1  | Inghilterra (bandiera)      | P     | Kelvin Davis        |
| 2  | Inghilterra (bandiera)      | D     | Nathaniel Clyne     |
| 3  | Giappone (bandiera)         | D     | Maya Yoshida        |
| 4  | Francia (bandiera)          | C     | Morgan Schneiderlin |
| 5  | Paesi Bassi (bandiera)      | D     | Jos Hooiveld        |
| 6  | Portogallo (bandiera)       | D     | José Fonte          |
| 7  | Inghilterra (bandiera)      | A     | Rickie Lambert      |
| 8  | Irlanda del Nord (bandiera) | C     | Steven Davis        |
| 9  | Inghilterra (bandiera)      | P     | Jay Rodriguez       |
| 10 | Uruguay (bandiera)          | C     | Gaston Ramirez      |
| 11 | Inghilterra (bandiera)      | A     | Billy Sharp         |
| 12 | Argentina (bandiera)        | P     | Paulo Gazzaniga     |
| 13 | Scozia (bandiera)           | D     | Danny Fox           |
| 15 | Norvegia (bandiera)         | D     | Vegard Forren       |

| N. |                        | Ruolo | Calciatore        |
| -- | ---------------------- | ----- | ----------------- |
| 16 | Inghilterra (bandiera) | C     | James Ward-Prowse |
| 18 | Inghilterra (bandiera) | C     | Jack Cork         |
| 20 | Inghilterra (bandiera) | C     | Adam Lallana      |
| 21 | Brasile (bandiera)     | C     | Guly              |
| 22 | Inghilterra (bandiera) | D     | Frazer Richardson |
| 23 | Inghilterra (bandiera) | D     | Luke Shaw         |
| 24 | Zambia (bandiera)      | A     | Emmanuel Mayuka   |
| 27 | Inghilterra (bandiera) | C     | Richard Chaplow   |
| 31 | Polonia (bandiera)     | P     | Artur Boruc       |
| 32 | Inghilterra (bandiera) | D     | Danny Butterfield |
| 33 | Belgio (bandiera)      | C     | Steve De Ridder   |
| 42 | Inghilterra (bandiera) | A     | Jason Puncheon    |